# Pogoniulus subsulphureus
El barbudito gorgigualdo (Pogoniulus subsulphureus), también gitano de garganta amarilla o barbudito de garganta amarilla,  es una especie de ave de la familia de los barbudos africanos (Lybiidae). Se encuentra en Angola, Benín, Camerún, República Centroafricana, República del Congo, República Democrática del Congo, Costa de Marfil, Guinea Ecuatorial, Gabón, Ghana, Guinea, Liberia, Malí, Nigeria, Sierra Leona y Uganda.